# Scooby-Doo, Where Are You!
Scooby-Doo, Where Are You! (conocida en Hispanoamérica como ¡Scooby-Doo, dónde estás! o Misterio a la orden, y en España como Scooby-Doo, ¿dónde estás?) fue la primera serie del personaje Scooby-Doo de Hanna-Barbera. El primer episodio salió al aire el 13 de septiembre de 1969 a las 10:30 AM EST y tuvo dos temporadas en CBS con capítulos de media hora de duración. Fueron creados 25 episodios originales: la primera temporada constó de 17 episodios entre 1969 y 1970 y la segunda tuvo 8 entre 1970 y 1971. Esta serie dio inicio a la franquicia popular Scooby-Doo y supuso la reutilización de su misma fórmula en otras producciones animadas de los años 1970, siendo una de las caricaturas más notables de la era televisiva de la animación estadounidense.

## Análisis general
¿Scooby-Doo, dónde estás? fue el resultado de los planes de CBS y Hanna-Barbera para crear un programa no violento para los sábados en la mañana, como respuesta a las protestas de algunos grupos en contra de los dibujos animados de los años 1960. Su título original fue Mysteries Five, y luego Who's S-S-Scared?, ¿Scooby-Doo, dónde estás?. Tuvo importantes cambios entre el guion y su emisión (el más notable fue la descartada idea de una banda al estilo de The Archie Show). Sin embargo, el concepto básico: cuatro adolescentes (Fred, Daphne, Vilma y Shaggy) y un gran perro (Scooby-Doo) resolviendo misterios, estuvo siempre presente.
Los creadores de Scooby-Doo, Joe Ruby y Ken Spears, fueron los supervisores de la serie. Ruby, Spears y Bill Lutz escribieron el guion de la primera temporada, mientras que Lutz, Larz Bourne y Tom Dagenais escribieron los de la segunda. La trama varió poco entre episodio y episodio, manteniendo siempre:
1. El grupo viajaba en un vehículo llamado la Máquina del Misterio, hacia o desde alguna actividad de adolescentes--un baile, un festival de rock, etc.
2. Su viaje se ve interrumpido por algún problema con fantasmas o monstruos. Los jóvenes se ofrecen para resolver el caso.
3. El grupo se divide para ser más eficientes; Fred y Vilma encuentran pistas, Daphne encuentra problemas, y Shaggy y Scooby comida, diversión, y el ser sobrenatural que los persigue al ver que ellos son los que le temen. Scooby y Shaggy adoran comer, en especial un producto llamado "Scooby-Galletas" (inicialmente sólo Scooby las come, pero luego pasan a ser del gusto de ambos cuando Shaggy las prueba por primera vez). Estas también son el premio que Scooby recibe al encontrar una pista y atrapar a algún monstruo.
4. Finalmente, las pistas demuestran que el monstruo es falso y crean una trampa para atraparlo.
5. La trampa falla la mayoría de las veces.
6. Scooby-Doo resbala y cae sobre el monstruo dejándolo inmóvil.
7. El villano es despojado de su máscara; la persona tras todo eso lo hacía para incubrir algún tipo de actividad ilícita.
8. El criminal, luego de decir la frase: "lo habría conseguido de no ser por esos muchachos entrometidos y su perro" - es llevado a la cárcel, y el grupo continúa con su viaje.

## Producción

### Voces
Al igual que otros programas de Hanna-Barbera, Scooby-Doo se centraba más en los diálogos que en el aspecto visual, por lo que el trabajo de los actores de voz era muy importante. Don Messick, la voz de Astro (perro de Los Supersónicos), Dr. Benton Quest (Jonny Quest) y el oso Boo-Boo, entre otros, le dio su característica voz a Scooby-Doo. El DJ de radio Casey Kasem hizo la voz de Shaggy, el joven actor Frank Welker la de Fred (inició así su carrera como actor de voz) y la actriz Nicole Jaffe a Vilma. Stefanianna Christopherson hizo la voz de Daphne durante la primera temporada, luego se mudó a Nueva York para casarse y formar una familia antes de que comenzara la segunda temporada. La compañera de Nicole Jaffe, Heather North, se hizo cargo de Daphne.

### Música
El músico Ted Nichols escribió un tema instrumental para el programa, creado para los créditos del primer episodio, "What a Knight for a Night". El tema de los créditos finales es la canción más famosa de "¿Scooby-Doo, dónde estás?", fue escrita por David Mook y Ben Raleigh y grabada por Mook tres días antes del estreno del programa. Luego que el tema de Nichols fuera utilizado en ambos créditos del segundo episodio, "A Clue for Scooby-Doo", el tema de Mook y Raleigh se convirtió en la canción permanente al inicio, y fue utilizado al final de tres episodios: "Hassle in the Castle", "Which Witch is Which" y "A Night of Fright is No Delight".
A partir de la segunda temporada, los escritores decidieron agregar "escenas de persecución" acompañadas por canciones, las cuales fueron producidas por La La Productions. Las canciones fueron escritas por Danny Janssen y Austin Roberts, y fueron interpretadas por Roberts, quien hizo una nueva versión del tema de "¿Scooby-Doo, dónde estás?" para la entrada de la segunda temporada.

### Estreno y reacción
Scooby-Doo, ¿dónde estás? fue un gran éxito para Hanna-Barbera y CBS, quienes rápidamente introdujeron programas similares a Scooby-Doo: Josie and the Pussycats (1970), El show de Pebbles y Bamm-Bamm (1971), El fantasma revoltoso (1971) y El superveloz Buggy Buggy (1973).
En 2005, Scooby-Doo, ¿dónde estás? estuvo en el puesto 49 de la lista de los 100 mejores dibujos animados  de Channel 4.

## Episodios
Se produjeron 25 episodios originales de la serie, 17 para la primera temporada (1969-1970), y 8 para la segunda (1970-1971).
Actualmente Scooby Doo, ¿dónde estás?, es transmitido en Latinoamérica por: Boomerang y Tooncast.

## Reparto
Notas:
- El doblaje original al español de ¿Scooby-Doo, dónde estás? hecho en México entre los años 1969 y 1971, fue realizado para todos los países hispanoparlantes del mundo, tanto para Hispanoamérica como para España, ya que en esa época España no realizaba sus propios doblajes para las series de dibujos animados, los cuales empezarían a hacerse exclusivamente para este país mucho más adelante. Cuando esto sucedió, España empezó a realizar sus propias versiones de las subsiguientes películas y series de Scooby-Doo, cambiando la pronunciación de Vilma a Velma, la correcta pronunciación según la versión original.
  - Sin embargo, en España se realizaron doblajes de esta serie en catalán en 1990, así como también en euskera, gallego y valenciano.
- En el doblaje al español, la serie es presentada con el título de «Misterio a la orden». Francisco Colmenero, actor mexicano y director de doblaje de esta serie, presentó los 3 primeros episodios simplemente con el nombre de «Scooby-Doo», y luego usó el nombre "Misterio a la orden" durante el resto del programa. La serie recibe su nombre debido a la exclamación que da Shaggy, en la voz de Arturo Mercado, al principio de cada episodio. Debido a esto, la serie es presentada como «¿Scooby-Doo, dónde estás?» en todas las cadenas por las cuales se transmite. El nombre de «Misterio a la orden» se convertiría posteriormente en el nombre oficial de la pandilla de Scooby-Doo y sus amigos desde que Warner Bros. Animation empezó a lanzar películas directas a video en el año 1998, cuando se decidió darle el nombre de Mystery, Inc. al grupo, que en América Latina se llama "Misterio a la orden".

| Personaje                                                                                          | Actor original ( Estados Unidos)                                                        | Actor de doblaje ( México)                                                         |
| -------------------------------------------------------------------------------------------------- | --------------------------------------------------------------------------------------- | ---------------------------------------------------------------------------------- |
| Scooby-Doo                                                                                         | Don Messick                                                                             | Ismael Larumbe, Sr. Francisco Colmenero (episodio 4, El Fantasma de Ciudad de Oro) |
| Shaggy Rogers                                                                                      | Casey Kasem                                                                             | Arturo Mercado Chacón                                                              |
| Vilma Dinkley                                                                                      | Nicole Jaffe                                                                            | Linda Smith Díaz                                                                   |
| Fred Jones                                                                                         | Frank Welker                                                                            | Luis de Alba (15 episodios) Luis Bayardo (10 episodios)                            |
| Daphne Blake                                                                                       | Indira Stefanianna Christopherson (primera temporada) Heather North (resto de la serie) | María Santander                                                                    |
| Sr. Wickles / Professor Hyde-White                                                                 | Don Messick                                                                             | Alberto Gavira                                                                     |
| Viuda Cuttler / Bruja del pantano                                                                  | Jean Vander Pyl                                                                         | María Santander                                                                    |
| Tiburcio Tiburón / Señor Weatherby / John Maxwell (tío de Daphne) / Profesor Ingstrom / Sr. Grisby | Don Messick                                                                             | Francisco Colmenero                                                                |
| Carl, el equilibrista                                                                              | ¿?                                                                                      | Arturo Mercado                                                                     |
| Dulce de Miel (episodio 7)                                                                         | Indira Stefanianna Christopherson                                                       | María Santander                                                                    |
| Doctor Najir (episodio 12)                                                                         | Don Messick                                                                             | Pedro de Aguillón                                                                  |
| Hank el encargado del rancho (episodio 4) / Profesor de universidad (episodio 12)                  | Don Messick                                                                             | Esteban Siller                                                                     |
| Tío Stuart (episodio 6)                                                                            | John Stephenson                                                                         | Alberto Gavira                                                                     |
| Maestro titiritero (episodio 9)                                                                    | Vic Perrin                                                                              | Francisco Colmenero                                                                |
| Fantasma de Elías Kingston / Pirata Barba Roja / John Simms                                        | John Stephenson                                                                         | Esteban Siller                                                                     |
| Sr. Barnstorm / Oficial de policía en el castillo Frankenstein                                     | Don Messick                                                                             | Ismael Larumbe Sr.                                                                 |
| Oficial de policía (episodio 9)                                                                    | Casey Kasem                                                                             | Arturo Mercado                                                                     |
| Abogado Frank Creeps (episodio 16) / Asa Shanks (episodio 22)                                      | Hal Smith                                                                               | Francisco Colmenero                                                                |
| Carlota, la gitana (episodio 11)                                                                   | June Foray                                                                              | María Santander                                                                    |
| Sr. Greenway / Johhny Sands                                                                        | ¿?                                                                                      | Pedro de Aguillón                                                                  |
| Insertos                                                                                           | N/D                                                                                     | Francisco Colmenero Ismael Larumbe Sr. (algunos episodios)                         |
| Dirección de doblaje                                                                               | Joseph Barbera                                                                          | Francisco Colmenero                                                                |
| Estudio de doblaje                                                                                 | Hanna-Barbera Studios                                                                   | Servicio Internacional de Sonido (Oruga)                                           |
| Localización                                                                                       | Studio City, Los Ángeles (California)                                                   | Sur de la Ciudad de México                                                         |

## Lanzamiento en DVD
La distribuidora Warner Home Video lanzó los 25 episodios de ¿Scooby-Doo, dónde estás? en formato DVD el 16 de marzo de 2004, bajo el título de "¿Scooby-Doo, dónde estás? La primera y segunda temporadas completas". El DVD está a la venta en todas las regiones, los episodios se encuentran remasterizados y con el sonido original intacto, incluye extras especiales y está disponible en los idiomas inglés, portugués y con el doblaje original al español de 1969. Adicionalmente, un DVD llamado "¿Scooby-Doo, dónde estás?: La tercera temporada" fue lanzado el 10 de abril de 2007, formado por los episodios de la tercera temporada de El show de Scooby-Doo (producidos en el año 1978) que no eran parte de la serie original y fueron emitidos en el bloque programático Scooby's All-Stars.
El 9 de noviembre de 2010, Warner Home Video lanzó las 2 temporadas en un DVD titulado "¿Scooby-Doo, dónde estás? La serie completa". En el paquete de 8 discos se presentan los 25 capítulos de la serie original, junto con los 16 producidos en 1978 que son emitidos como la tercera temporada de El show de Scooby-Doo. El DVD viene en un paquete especial para coleccionistas, en forma de una réplica de la Máquina del Misterio. Además, trae un disco extra que contiene material totalmente nuevo.
Desde el 27 de enero de 2009, Warner Home Video empezó a lanzar DVD separados de ¿Scooby-Doo, dónde estás?, cada uno con 4 episodios. Hasta ahora solo se han lanzado 4 volúmenes de estos DVD, el último siendo lanzado el 29 de octubre de 2010, con el título de "¿Scooby-Doo, dónde estás? Volumen 4: Spooked Bayou.
| Nombre original del DVD                                            | N.º de episodios | Fecha de lanzamiento    |
| ------------------------------------------------------------------ | ---------------- | ----------------------- |
| Scooby-Doo, Where Are You! – The Complete First and Second Seasons | 25               | 16 de marzo de 2004     |
| Scooby-Doo, Where Are You! – The Complete Series                   | 41               | 9 de noviembre de 2010  |
| Scooby-Doo, Where Are You! - Vol. 1, A Monster Catch               | 4                | 27 de enero de 2009     |
| Scooby-Doo, Where Are You! - Vol. 2, Bump In The Night             | 4                | 5 de mayo de 2009       |
| Scooby-Doo, Where Are You! - Vol. 3, Hello Mummy                   | 4                | 4 de septiembre de 2009 |
| Scooby-Doo, Where Are You! - Vol. 4, Spooky Bayou                  | 4                | 19 de octubre de 2010   |